# KatzSmith Productions
KatzSmith Productions es una productora de cine y televisión estadounidense, fundada por Seth Grahame-Smith y David Katzenberg.  La compañía es conocida por producir la película de terror It de 2017. 

## Descripción general
En 2011, Seth Grahame-Smith y David Katzenberg lanzaron KatzSmith Productions, siendo la primera película de la compañía la película de 2017 It .
El 3 de julio de 2018 se anunció que Metro-Goldwyn-Mayer, Orion Pictures y KatzSmith Productions estaban produciendo Child's Play, una nueva versión de la película de 1988 del mismo nombre .   La película estará protagonizada por Gabriel Bateman, Aubrey Plaza y Brian Tyree Henry . 

## Filmografía

### Películas
| Año  | Película                                | Director        | Fecha de lanzamiento    | Socios de producción                                                  | Distribuidores                                       |
| ---- | --------------------------------------- | --------------- | ----------------------- | --------------------------------------------------------------------- | ---------------------------------------------------- |
| 2017 | it                                      | Andy Muschietti | 8 de septiembre de 2017 | New Line Cinema Lin Pictures Vertigo Entertainment                    | Warner Bros. Pictures                                |
| 2019 | Child,s Play                            | Lars Klevberg   | 21 de junio de 2019     | Orion Pictures BRON Creative                                          | United Artists (Mundial) Elevation Pictures (Canada) |
| 2019 | IT Chapter Two (Sin acreditar)          | Andy Muschietti | 6 de septiembre de 2019 | New Line Cinema Double Dream Vertigo Entertainment Rideback           | Warner Bros. Pictures                                |
| 2023 | Five Nights at Freddy's (sin acreditar) | Emma Tammi      | 27 de octubre de 2023   | Blumhouse Productions Vertigo Entertainment Scott Cawthon Productions | Universal Pictures                                   |
| 2023 | Kung Fury 2                             | David Sandberg  | 17 de noviembre de 2023 | B-Reel Laser Unicorns Argent Pictures                                 | N/A                                                  |

### Televisión
| Título      | Primera emisión       | Última emisión        | Coproducción                                                | Red     | Nota(s) |
| ----------- | --------------------- | --------------------- | ----------------------------------------------------------- | ------- | ------- |
| Just Beyond | 13 de octubre de 2021 | 13 de octubre de 2021 | Disney Branded Television / 20th Television / Boom! Studios | Disney+ | N/A     |

## Recepción

### Taquillas
| Título         | Coproducción                                                                    | Distribuidor          | Fecha de lanzamiento    | Presupuesto  | Recaudación     |
| -------------- | ------------------------------------------------------------------------------- | --------------------- | ----------------------- | ------------ | --------------- |
| it             | Lin Pictures New Line Cinema RatPac-Dune Entertainment Vertigo Entertainment    | Warner Bros. Pictures | 8 de septiembre de 2017 | $35 millones | $700.4 millones |
| Child,s Play   | Orion Pictures Bron Creative                                                    | United Artists        | 21 de junio de 2019     | $10 millones | $42.3 millones  |
| It Chapter Two | New Line Cinema Rideback Double Dream Mehra Entertainment Vertigo Entertainment | Warner Bros. Pictures | 6 de septiembre de 2019 | $79 millones | $473.1 millones |

### Recepción de la crítica
| Película              | Rotten Tomatoes | Metacritic | CinemaScore |
| --------------------- | --------------- | ---------- | ----------- |
| it (2017)             | 86%             | 69         | B+          |
| Child,s Play (2019)   | 64%             | 48         | C+          |
| IT Chapter Two (2019) | 63%             | 58%        | B+          |